# خورشیدگرفتگی ۱۰ مارس ۲۱۰۰
خورشیدگرفتگی ۱۰ مارس ۲۱۰۰ (به انگلیسی: Solar eclipse of March 10, 2100) یک خورشیدگرفتگی از نوع خورشیدگرفتگی حلقه‌ای است. این خورشیدگرفتگی در تاریخ ۱۰ مارس ۲۱۰۰ میلادی (‎۲۰ اسفند ۱۴۷۸ خورشیدی) روی خواهد داد که زمان اوج آن، ساعت ۲۲:۲۸:۱۱ به‌وقت ساعت هماهنگ جهانی است. مدت زمان و طول این خورشیدگرفتگی ۷ دقیقه و ۲۹ ثانیه خواهد بود.